# Thecla leucophaeus
Thecla leucophaeus är en fjärilsart som beskrevs av Jacob Hübner 1818. Thecla leucophaeus ingår i släktet Thecla och familjen juvelvingar. Inga underarter finns listade i Catalogue of Life.